# Headphones (dal)
A Headphones Little Boots brit énekesnő harmadik kislemeze második albumáról. A Jubilee Disco című mixtape-n is helyet kapott a dal. Hesketh több kliprészletet tett közzé, melyen különböző emberek néznek át egy üvegablakon, miközben fejhallgatóval zenét hallgatnak. A kislemez 2012. június 3-án jelent meg digitális formában.

## Videóklip
A Headphones videóklipjét Bullion Collective rendezte. A kész kisfilm 2012. június 6-án jelent meg Boots YouTube csatornáján. Hesketh jellemzése alapján a videóban az emberek egy peep show bódéba mennek, fejhallgatót viselve. A kisfilmhez a Párizs, Texas című film adott inspirációt.

## Számlista és formátumok
Digitális EP
1. Headphones – 3:52
2. Headphones (Todd Edwards Vocal Remix) – 6:02
3. Headphones (Todd Edwards Dub Remix) – 5:50
4. Headphones (Dmitri From Paris Remix) – 4:03
5. Headphones (Ronika Remix) – 3:59

## Fordítás
Ez a szócikk részben vagy egészben  a   Headphones (song) című angol Wikipédia-szócikk fordításán alapul.  Az eredeti cikk szerkesztőit annak laptörténete sorolja fel. Ez a jelzés csupán a megfogalmazás eredetét és a szerzői jogokat jelzi, nem szolgál a cikkben szereplő információk forrásmegjelöléseként.